# Elèctrode

Elèctrode electroquímic de primera classe.

Un elèctrode és un conductor elèctric que s'utilitza per a establir un circuit tancat i fer possible el pas d'un corrent elèctric a través d'un medi (que en separa dos elèctrodes). Els elèctrodes són normalment metàl·lics o de grafit. En algunes reaccions químiques com l'electròlisi s'utilitzen elèctrodes separats per una solució iònica conductora que tanca el circuit elèctric.
La paraula procedeix de les paraules gregues elektron, que significa ambre i de la qual prové la paraula electricitat i hodos, que significa camí.

## Ànode i Càtode en Cel·les Electroquímiques

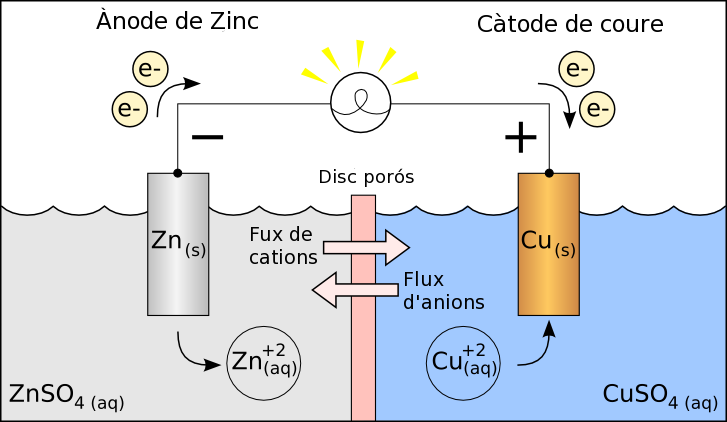
Esquema d'una cel·la galvànica

A una cel·la electroquímica el terme elèctrode es refereix tant a l'ànode com al càtode, mots també encunyats per Faraday. L'ànode es defineix com l'elèctrode pel qual els electrons abandonen la cel·la i com a conseqüència es produeix una oxidació, mentre el càtode és l'elèctrode pel qual n'arriben els electrons, produint-se una reducció. Cada elèctrode pot esdevenir l'ànode o el càtode en funció del voltatge que s'apliqui a la cel·la. Un elèctrode bipolar és un elèctrode que fa d'ànode a una cel·la i de càtode a una altra cel·la.

### Cel·la Primària

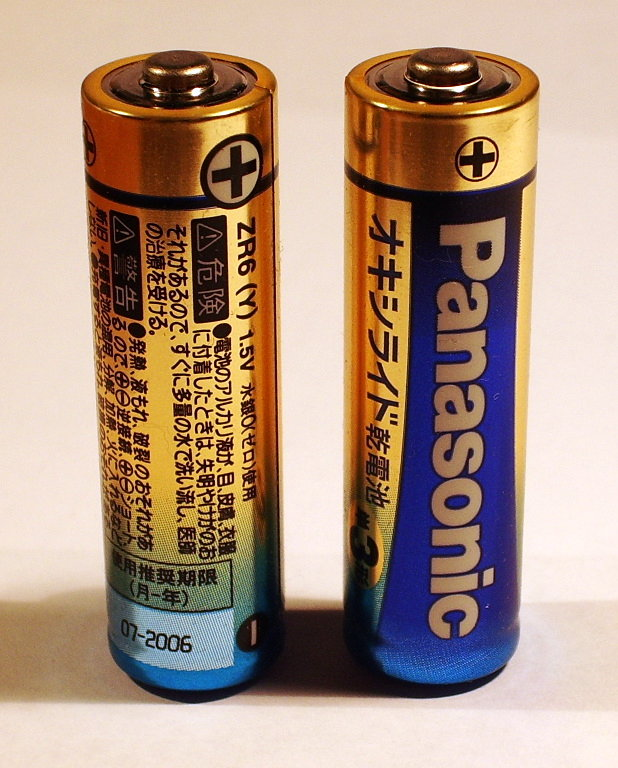
Les piles comunes estan dotades de dos elèctrodes.

Una cel·la primària és un tipus especial de cel·la electroquímica a la qual la reacció no és reversible, la cel·la pot ser descarregada però no carregada, i la identitat de l'ànode i el càtode és fixa, l'ànode és sempre l'elèctrode negatiu i el càtode el positiu.

### Cel·la Secundària
Una cel·la secundària és un tipus de cel·la electrolítica a la qual la reacció electroquímica que genera energia és reversible, en seria un exemple una bateria recarregable. Quan la cel·la està essent descarregada es comporta com una cel·la voltaica (primària), amb l'ànode com a l'elèctrode negatiu i el càtode com el positiu.

## Altres Ànodes i Càtodes
A una vàlvula de buit o a un semiconductor amb polaritat (díodes, condensadors electrolítics) l'ànode és l'elèctrode positiu (+) i el càtode el negatiu (-). Els electrons entren al dispositiu a través del càtode i el deixen a través de l'ànode.
A una cel·la de tres elèctrodes hi ha un tercer elèctrode que s'utilitza per fer la connexió amb l'electròlit i poder aplicar un corrent a l'elèctrode que treballa. Aquest tercer elèctrode acostuma a ser un material inert, com ara un metall noble o grafit per tal d'evitar la seva dissolució.

## Elèctrodes de soldadura a l'arc
A la soldadura a l'arc s'utilitza un elèctrode per conduir el corrent elèctric fins al punt on es vol fer la soldadura. Segons el tipus de soldadura a l'arc, l'elèctrode pot ser consumit durant el procés, com en el cas de la soldadura MIG (Metal Inert gas que utilitza un gas inert amb un d'elèctrode de fil que es fon) o la soldadura amb elèctrode revestit (que utilitza un elèctrode metàl·lic amb revestiment que afavoreix el procés), o no ser-ho com en el cas de la soldadura TIG (Tungsten Inert Gas que utilitza elèctrodes de tungstè i una atmosfera inert). Als sistemes de soldadura que funcionen amb corrent continu l'elèctrode de soldadura, el que s'aplica sobre la peça a soldar, pot ser el càtode si l'espai entre les peces a soldar s'ha d'omplir de metall o l'ànode si es tracta d'un altre tipus de soldadura. Per a sistemes de soldadura a l'arc amb corrent altern no té sentit parlar d'ànode o càtode atès que la polaritat canvia al llarg del temps.

## Elèctrodes de Corrent Altern
Per a sistemes elèctrics que usen corrent altern, els elèctrodes són connexions del circuit cap a l'objecte que actuarà sota el corrent elèctric, però no es designa ànode o càtode a causa del fet que l'adreça del flux dels electrons canvia periòdicament, nombroses vegades per segon. Són una excepció a això, els sistemes en els quals el corrent altern que s'aplica és de baixa amplitud (per exemple 10 mV) de tal forma que no s'alterin les propietats com ànode o càtode, ja que el sistema es manté en un estat pseudo-estacionari.

## Elèctrodes selectius d'ions
Els elèctrodes selectius d'ions mesuren activitats iòniques, la concentració termodinàmicament efectiva de l'ió lliure. Com que normalment volem conèixer concentracions, no activitats, s'usen sovint sals per portar tots els patrons i mostres a una força iònica alta constant perquè el potencial de l'elèctrode estigui relacionat directament amb la concentració.
Les membranes sensores són de tres tipus, d'acord amb el material que estan constituïdes: vidre, estat sòlid i matriu sòlida (intercanvi iònic líquid).
1. Elèctrodes de membrana de vidre: pertanyen als elèctrodes de vidre que estan en la categoria de lloc fix dels elèctrodes de membrana d'intercanvi iònic. Això vol dir que els llocs actius en la superfície o en la capa hidratada del vidre, no estan lliures per desplaçar-se durant el temps en què es realitza el mesurament. El potencial de l'elèctrode resulta d'una combinació de factors d'intercanvi catiònic i mobilitat catiònica que condueixen a una acumulació de càrrega en la interfase vidre-dissolució. La relació de selectivitat observada d'aquests elèctrodes és el producte de la constant d'equilibri d'intercanvi iònic entre els llocs i la dissolució, i la relació de mobilitat dels ions que s'intercanvia a la capa hidratada del vidre. Per tant, les propietats de selectivitat d'unelectrodo determinat poden optimitzar-se ajustant aquests paràmetres mitjançant l'alteració de la composició del vidre.
Tres subtipus de electrodes de vidrie:
- Tipus pH
- Tipus sensible a cations
- Sensible a sodi

Com a regla general, la selectivitat catiònica (sobre l'ió hidrogen) s'aconsegueix afegint elements que tenen nombres de coordinació més elevats que els seus graus d'oxidació. Els vidres que contenen menys d'1% de Al₂O₃, permeten obtenir elèctrodes amb bona resposta al pH i poca resposta a ions metàl·lics. En general, els vidres amb una composició d'aproximadament 27% Na₂O, 5% Al₂O₃, 68% SiO₂ mostren una resposta als cations. Els vidres amb una composició d'11% Na₂O, 18% Al₂O₃, 71% SiO₂ són altament selectius al sodi en relació amb altres ions metàl·lics alcalins.
2. Elèctrodes d'estat sòlid: Els sensors d'estat sòlids no vitris substitueixen la membrana de vidre per una membrana iònicament conductora. El cos de l'elèctrode està compost per una formulació epòxida químicament resistent. Unida al cos de l'elèctrode es troba la membrana sensora, que es compon d'un material únic, pur, no porós, amb superfície homogènia en forma de mirall de baixa microporositat, que manté en un mínim la retenció de la mostra.
Un elèctrode d'estat sòlid característic és l'elèctrode de fluorur:
Ag / AgCl (s), Cl- (0.1 M), F- (0.1M) / LaF₃ (s) / mostra / / elèctrode de referència
Un grup d'elèctrodes selectius d'ions d'estat sòlid es basa en una membrana policristal de Ag₂S. Aquest elèctrode respon a Ag+ i S2-. Si tal membrana de sulfur de plata pur s'altera dispersant dins d'ella altre sulfur metàl·lic, com CuS, CdS o PbS, s'obté l'elèctrode selectiu metàl·lic corresponent. Els elèctrodes selectius d'anions clorur, bromur, iodur i tiocianat són constituïts per cristalls mixtos de AgX-Ag₂S, respectivament.
3. Elèctrodes de matriu sòlida o líquida: La membrana sensora d'un elèctrode de matriu sòlida usa un intercanviador d'ions permanent enclavat en un material de plàstic, fixat al cos de l'elèctrode. La membrana separa la dissolució interna d'ompliment i de referència respecte de la dissolució externa de la mostra.
Els elèctrodes selectius d'ions calci usen una sal de calci de l'àcid bis (2-etilhexil)-fosfòric. La dissolució interna aquosa d'ompliment consisteix en una concentració fixa de ions calci i ions clorur. Per l'elèctrode de nitrats (o fluoroborats), s'usa un grup amb llocs d'associació de parets de ions de níquel(II)-1,10-fenantrolina. Aquests elèctrodes de membrana líquida responen exactament als ions Ca2+, ClO₄2-, NO₃- i BF₄-.

## Elèctrodes sensors de gas
Per aïllar l'analit de possibles interferències presents a la mostra, s'usa una membrana permeable al gas. Una capa amortidora prima serveix per atrapar l'anàlit en forma gasosa i convertir-lo en alguna espècie iònica que pugui detectar-lo potenciomètricament.
Hi ha sensors de gasos per al mesurament de diòxid de carboni, nitrit, amoníac i diòxid de sofre.

## Utilitzacions dels elèctrodes
- Elèctrodes per a finalitats mèdiques, com electroencefalografia, electrocardiograma, teràpia electroconvulsiva (electroxoc), desfibril·lador
- Elèctrodes per a tècniques d'Electrofisiologia en investigació biomèdica
- Elèctrodes per a execució a la cadira elèctrica
- Elèctrodes per a galvanoplàstia
- Elèctrodes per a soldadura per arc
- Elèctrodes de protecció catòdica
- Elèctrodes inerts per a electròlisi (fets de platí)